# (380) Fiducia
(380) Fiducia – planetoida z pasa głównego asteroid okrążająca Słońce w ciągu 4 lat i 141 dni w średniej odległości 2,68 j.a. Została odkryta 8 stycznia 1894 roku w Observatoire de Nice w Niceiprzez Auguste Charloisa. Nazwa planetoidy pochodzi od łacińskiego słowa fiducia oznaczającego ufność. Przed jej nadaniem planetoida nosiła oznaczenie tymczasowe (380) 1894 AR.